# Largo Adelino Amaro da Costa
Der Largo Adelino Amaro da Costa ist ein Platz in der Innenstadt der portugiesischen Hauptstadt Lissabon. Er wird gebildet aus einem Geviert an der Rua da Madalena, in das die Rua do Regedor und die Rua de São Mamede einmünden. 

## Geschichte
Der rechteckige Platz trug ursprünglich den Namen Largo do Caldas. Zweieinhalb Wochen nachdem Ministerpräsident Francisco Sá Carneiro und Verteidigungsminister Adelino Amaro da Costa bei einem Flugzeugabsturz ums Leben gekommen waren, beschloss die Câmara Municipal von Lissabon am 22. Dezember 1980, zwei Hauptverkehrsstraßen nach den beiden Politikern zu benennen. Die zuständige Kommission schlug dafür die beiden inneren Haine des Campo Grande vor. Schließlich brachte der Kulturstadtrat Dr. João Martins Vieira die Umbenennung des Largo do Caldas in die Diskussion, an dem sich die Parteizentrale des CDS befindet, zu deren Mitbegründern Amaro da Costa gehörte. Sie erfolgte am 5. April 1982.

## Bauten
| Nr. | Funktion                  | errichtet | Beschreibung | Bild |
| --- | ------------------------- | --------- | ------------ | ---- |
| 5   | Parteizentrale des CDS-PP |           |              |      |